# 刘晓平
刘晓平，加拿大湖首大学电子与电气工程系教授、1989-2000年在东北大学信息工程学院任教。主要从事主从对策、非线性自适应模糊控制研究。中华人民共和国教育部第二批“长江学者”特聘教授。主持多个重点学术科研课题，发表数百篇论文，获得多个奖项。先后在1984年、1987年和1989年在东北大学获学士、硕士和博士学位。毕业后留校任教至2000年，曾先后在捷克、香港、美国、加拿大等多个国家和地区科研机构或大学进行学术访问。